# Řihákův mlýn
Řihákův mlýn (také Hamžův mlýn) je vodní mlýn, který stojí na katastrálním území Dolní Heřmanice v okrese Žďár nad Sázavou. Jde o mlýn ze 17. století, který byl přestavěn do dnešní podoby na konci 19. století. Mlýn byl zapsán v roce 1970 do Ústředního seznamu kulturních památek České republiky.

## Historie
Mlýn byl postaven kolem roku 1640 pravděpodobně mlynářem Hamžou. První písemná zmínka o mlynáři Hamžovi na mlýně je z roku 1668. Mlynářský rod Hamžů držel mlýn až do roku 1891, kdy je uváděn vlastník mlýna Emanuel Ziffera. Od roku 1892 do 1905 byl majitelem Jindřich Jedlička a v období 1905–1922 byl vlastníkem mlýna majitel budišovského velkostatku JUDr. Richard Baratta Dragono. Od roku 1922 vlastnil mlýn rod Řiháků.
Mlýn procházel řadou stavebních úprav. V roce 1905 po úderu blesku vyhořel, ale záhy byl opraven. Po druhé světové válce byl modernizován. V roce 1963 byl opravován.

## Popis

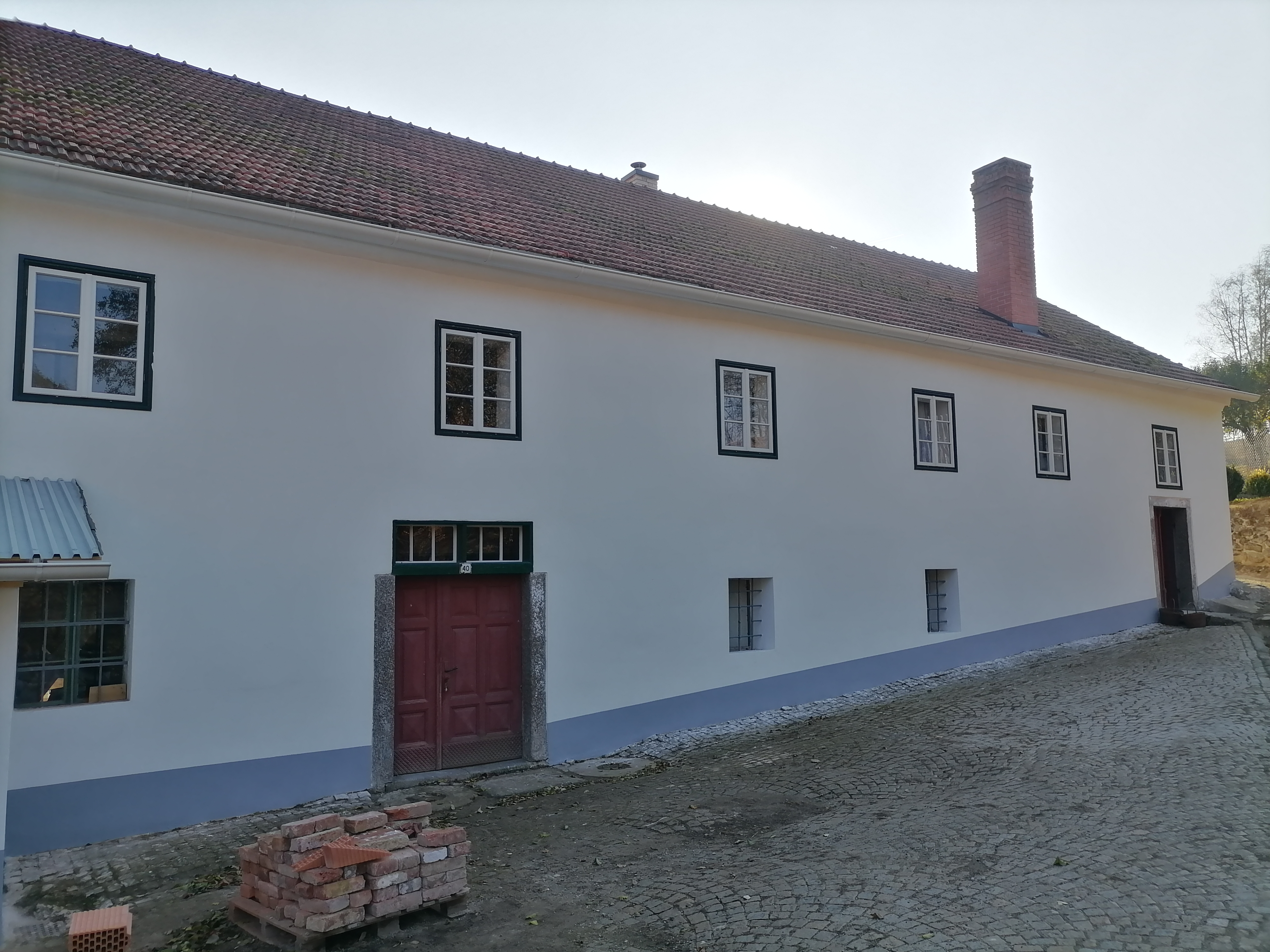
Zrekonstruovaná fasáda hlavní budovy mlýna

Mlýn se nachází jihozápadně od obce Dolní Heřmanice v údolí řeky Oslavy. Jde o dvoupodlažní zděnou budovu na půdorysu písmene L. Budova v přízemí je postavena z lomového kamene a z tesaných kamenných kvádrů. V malé části patra bylo použito nepálených cihel, jejich část byla při opravě v roce 1963 nahrazena pálenou cihlou. Ve větší míře bylo na stavbu patra použito pálených cihel. Síla zdí se pohybuje od 1 do 1,2 m u vnějších zdí a až devadesát centimetrů u vnitřních zdí. Mlýn má sedlovou střechu, která je krytá pálenými falcovkami. V interiéru v přízemí jsou trámové stropy, v patře, kde jsou adaptované obytné místnosti, jsou ploché stropy. V kůlně na nádvoří je na trámu datace 1872.

### Technologické vybavení

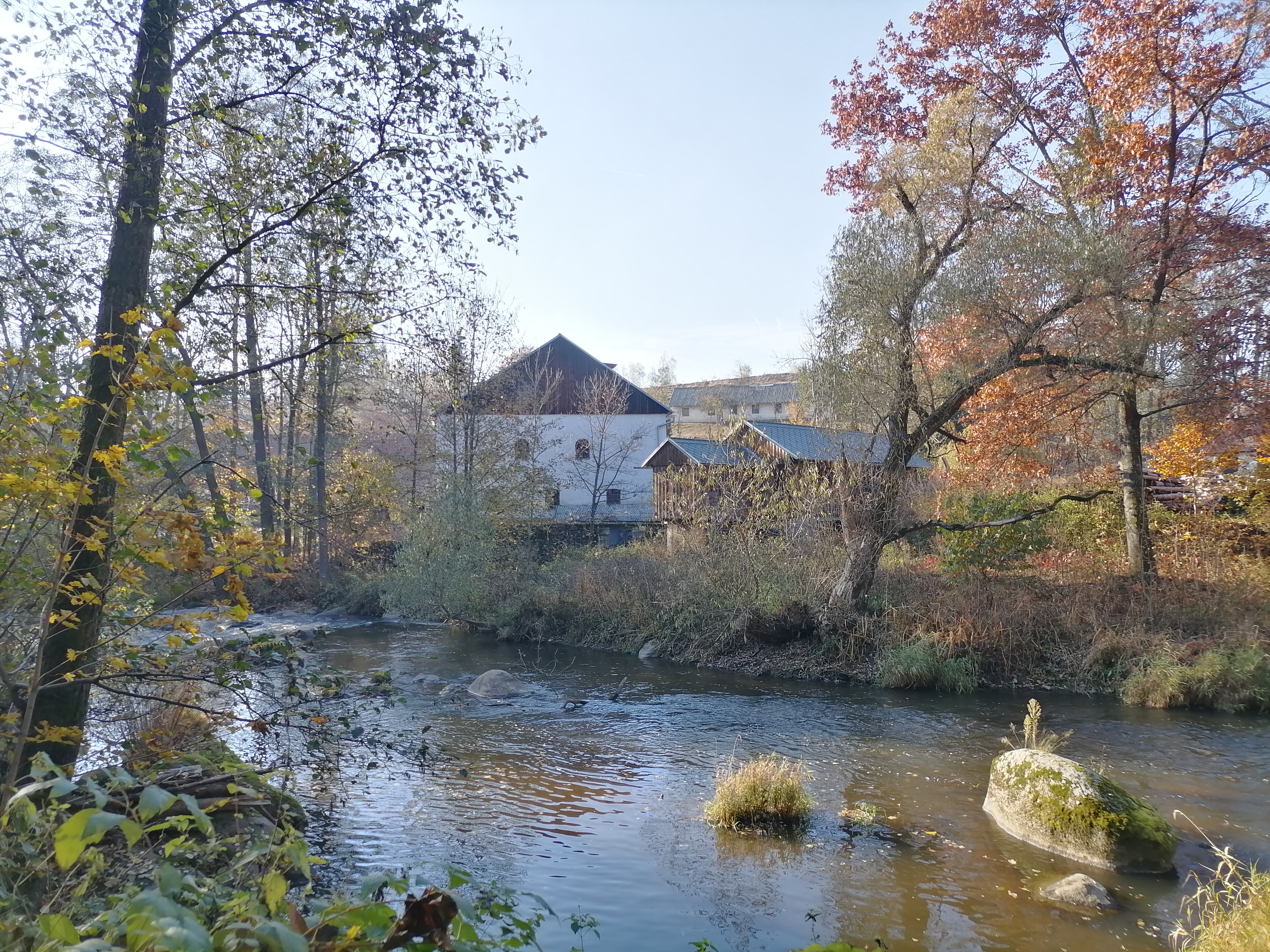
Celkový pohled na budovu mlýna a pily z dálky, v popředí řeka Oslava

V roce 1775 měl mlýn tři složení. V roce 1930 mlýn a pilu poháněly tři vodní kola na svrchní vodu s výkonem 11 HP, průtok vody byl 0,37 m³/s, spád byl 3,4 m. Ve mlýně byly dvě mlecí stolice k mletí žita a jedna dvojitá stolice pšeničná z roku 1920 firmy Jeřábek z Velkého Meziříčí a v přízemí byla šrotovací stolice. Zachováno je vodní kolo, šrotovník (holendr), prosévací zařízení, hranolový vysévač (cylindr), dřevěná loupačka a válcové stolice.
Po druhé světové válce byla v rámci modernizace Františkem Řihákem instalována Francisova turbína k pohonu mlýna a Kaplanova turbína k pohonu pily, obě jsou funkční.

### Pila

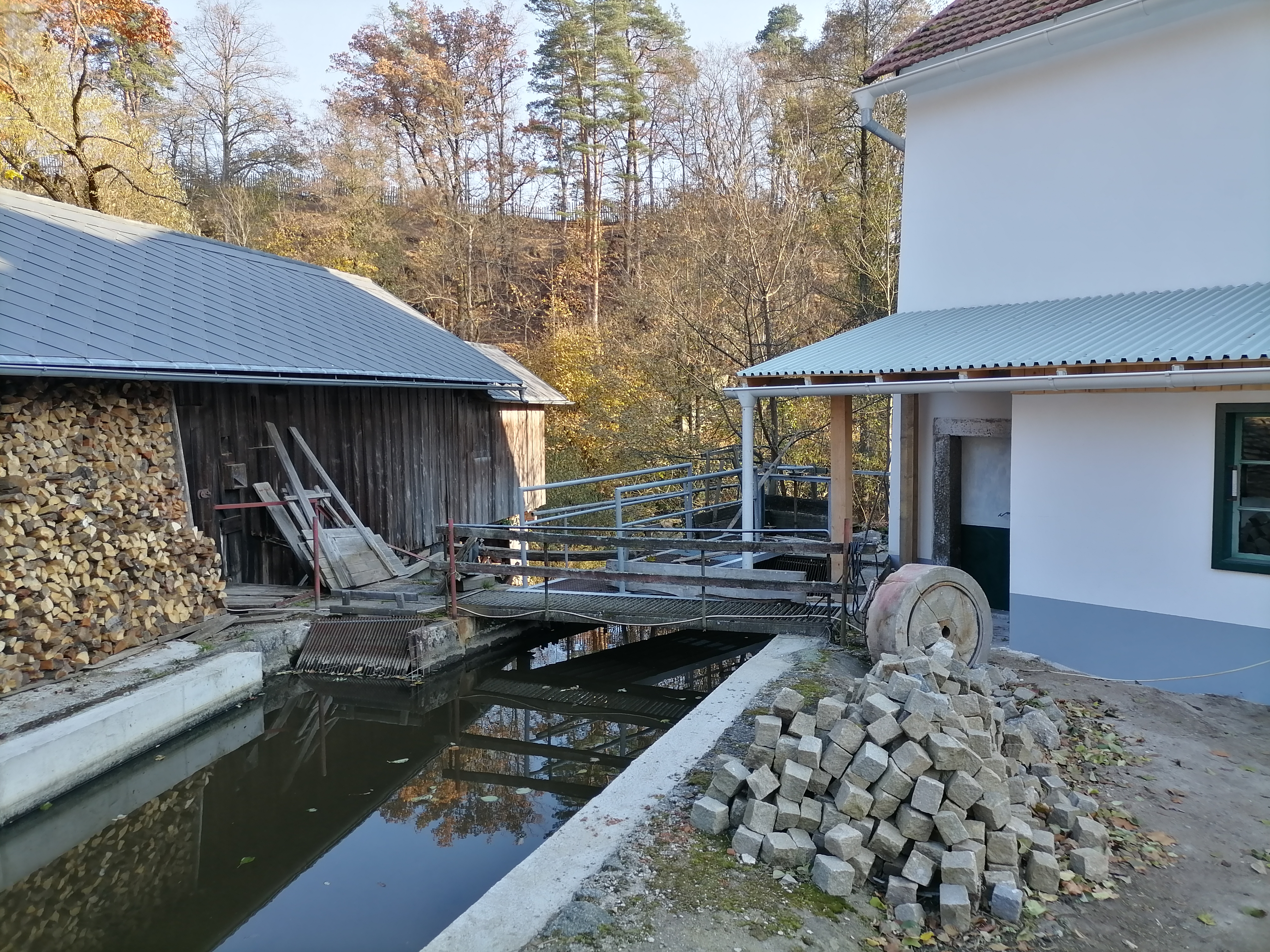
Mlýnský náhon a budova pily (vlevo)

U hlavní budovy bokem od mlýna stojí jednoduchá dřevěná budova s unikátním funkčním zařízením jednolistové pily tzv. jednušky z roku 1775. Celé technické zařízení pily je dřevěné včetně rámu pily, ve kterém je jediný pilový list.

## Okolí
Kolem mlýna podél řeky Oslavy vede naučná stezka Balinského a Nesměřského údolí, stezka pro cyklisty č. 5109 a žlutá turistická stezka z Oslavy do Valašského Meziříčí. U mlýna je chráněná památná lípa.